# Hieracium integrilaterum
Hieracium integrilaterum là một loài thực vật có hoa trong họ Cúc. Loài này được (Dahlst.) Omang mô tả khoa học đầu tiên năm 1934.